# Ivan Tomšič (pravnik)
 Ivan Tomšič, slovenski pravnik, * 23. november 1902, Tacen, † 10. november 1976, Dubrovnik.

## Življenje in delo
Ivan Tomšič se je leta 1905 s starši izselil v ZDA, v Clevelandu obiskoval angleško osnovno šolo (1908-1910); 1910 se je z materjo vrnil v domovino in v Šentvidu pri Ljubljani zaključil osnovno šolo in škofijsko klasično gimnazijo (1913–1921), nato študiral pravo na Pravni fakulteti v Ljubljani ter 1925 diplomiral in 1926 doktoriral.
Tomšič se je v letih 1927−1931 specializiral v mednarodnem pravu na dunajski in praški univerzi ter na Carnegiejevi ustanovi za mednarodni mir v Haagu. Izpopolnjeval se je tudi v Združenem kraljestvu in ZDA (1951-1953). Od 1931-1973 je predaval na ljubljanski Pravni fakulteti, od 1942 kot redni profesor mednarodnega prava; tu je ustanovil Inštitut za meddržavno pravo. Že med obema svetovnima vojnama je deloval v Društvu narodov, po 2. svetovni vojni pa je bil stalni sodelavec državnih ustanov za zunanje zadeve. Med drugim je bil član Mednarodnega pravnega združenja v Londonu in od 1971 Inštituta za mednarodno pravo v Gentu (Belgija).
Tomšič se je še posebej posvečal vprašanjem slovenskega naroda, slovenskim manjšinam in vprašanju mej. Obsežne in dokumentirane so razprave o izvedbi plebiscita 1920 na Koroškem, posebno znana pa je njegova pravna argumentacija o zavrnitvi teze o nepretrganem trajanju italijanske oblasti na območju nekdanjega Svobodnega tržaškega ozemlja. Pomembna pa so tudi njegova prizadevanja za ustrezno slovensko mednarodnopravno izrazje v pravni sekciji terminološke komisije SAZU.